# 高興鄉
高興鄉，是四川省鄰水縣下轄的一個鄉鎮級行政單位。

## 沿革[1]
- 民國29年(1940年)，按《縣各級組織法綱要》及《補充注意事項》的規定，實行新縣制；4月，改3個區為4個區；6月1日撤銷鄉(鎮)聯保辦公處，置鄉(鎮)公所，設鄉(鎮)長。將43個聯保辦公處合併為22個鄉(鎮)公所，高灘鄉和興隆鄉合併為高興鄉，屬第四區。
- 民國31年(1942年)1月6日，按《鄉鎮組織法暫行條例》規定，全縣劃為6個區，高興鄉屬第五區，轄16保、156甲。
- 1949年12月，罈同區人民政府即建立了高興鄉公所。
- 1953年2月2日，鄰水縣第四區高興鄉第五村（大面村）全部劃歸江北縣第十三區茨竹、中興分管[2]，土地约近六千亩[3]。
- 1953年4月24日，高興鄉公所改為高灘鄉人民政府。